# 대한고속
대한고속(大韓高速)은 전북특별자치도 전주시 완산구 쑥고개로 267 (효자동)에 있는 전북특별자치도의 시외버스 회사이고 또는 고창군의 농어촌버스와 정읍시의 시내버스 회사이다.

## 연혁
- 1951년 9월 1일 : 대한여객(大韓旅客)이라는 상호로 회사 설립

## 운행 노선

### 시외버스

#### 전주 출발 노선
- 전주 → 고창(완산동, 흥덕 경유와 완산동, 정읍, 흥덕 경유로 나뉘며, 전북고속과 공동운행)
- 전주 → 구시포(완산동, 정읍, 흥덕, 고창, 무장, 해리, 상하 경유)
- 전주 → 목포(완산동, 흥덕, 고창 경유와 완산동, 정읍, 흥덕, 고창, 대산, 영광, 신광, 함평, 무안, 청계 경유로 나뉨)
- 전주 → 신태인(완산동, 감곡 경유)
- 전주 → 정읍(완산동 경유, 전북고속과 공동운행)

#### 정읍 출발 노선
- 정읍 → 군산(익산, 대야 경유, 전주고속과 공동운행)
- 정읍 → 전주(완산동 경유, 전북고속과 공동운행)

#### 군산 출발 노선
- 군산 → 정읍(대야, 익산 경유, 전주고속과 공동운행)
- 군산 → 목포(대야, 영광, 함평, 무안 경유)

#### 고창 출발 노선
- 고창 → 서울호남(흥덕, 정안알밤휴게소 경유, 전북고속, 호남고속과 공동운행)
- 고창 → 전주(흥덕, 완산동 경유와 흥덕, 정읍, 완산동 경유로 나뉘며, 전북고속과 공동운행)

#### 부안 출발 노선
- 부안 → 광주(신태인, 운암동 경유)

#### 광주(유스퀘어) 출발 노선
- 광주 → 부안(운암동, 신태인 경유)

#### 목포 출발 노선
- 목포 → 군산(무안, 함평, 영광, 대야 경유)
- 목포 → 전주(고창, 흥덕, 완산동 경유와 청계, 무안, 함평, 신광, 영광, 대산, 고창, 흥덕, 정읍, 완산동 경유로 나뉨)

### 시내버스와농어촌버스노선
정읍시의 시내버스와 고창군의 농어촌버스를 독점 운행하고 있다.

## 운행 차량

#### 기아
- 기아 뉴 그랜버드 그린필드

#### 자일대우버스
- 자일대우 FX ii 116 크루징 애로우

#### 현대자동차
- 현대 카운티 뉴 브리즈
- 현대 그린시티
- 현대 일렉시티
- 현대 일렉시티 타운
- 현대 유니버스 스페이스 엘레강스
- 현대 뉴 프리미엄 유니버스 스페이스 럭셔리
- 현대 뉴 프리미엄 유니버스 노블

## 같이 보기
- 전북고속
- 전주고속
- 호남고속